# Галинський Борис Веніамінович
Борис Веніамінович Галинський (1909, Одеса, Російська імперія — 19 липня 1975, Одеса, СРСР) — радянський спортивний журналіст, письменник, історик спорту і громадський діяч.

## Біографія
Борис Веніамінович Галинський народився в 1909 році в Одесі.
У 1930 році пов'язав свою долю з Комуністичною партією СРСР, яка посилала його на різні посади: він завідував відділом народної освіти в глибинному (Чаплинському) районі, очолював Одеський міський комітет з фізкультури і спорту, керував відділом пропаганди і агітації в Одеському міськкомі партії, заміщав редактора Одеської обласної газети «Більшовицький прапор».
Напередодні німецько-радянської війни за партійним набором пішов на службу у Військово-Морський Флот, якому віддав майже двадцять років життя. Вийшов у відставку в 1956 році в званні капітана другого рангу.
Політробітника Бориса Веніаміновича Галинського добре знали на Балтиці і Каспії, він нагороджений Орденом Вітчизняної війни другого ступеня, двома Орденами Червоної Зірки і дев'ятьма медалями.
Вийшовши у відставку, Галинський з головою поринув у громадську роботу. З 1958-го по 1960 рр. він, колишній капітан одеського футбольного клубу «Динамо», працював старшим тренером і начальником «Чорноморця».
Борис Веніамінович читав лекції, працював на керівних посадах в міській та обласній федерації футболу, але головною справою його життя була спортивна журналістика. Він публікувався у центральних та республіканських виданнях, охоче відгукувався на пропозиції місцевих газет, радіо і телебачення.
У 1969 році в одеському видавництві «Маяк» вийшла його книга «Чорноморці» про становлення і спортивний шлях команди «Чорноморець», яка отримала високу оцінку в центральній пресі.
З осені 1975 року традиційний турнір на приз закриття футбольного сезону в Одесі стали проводити в пам'ять про Бориса Галинського. Переможцями і першими володарями призу стали футболісти «Чорноморця».

## Книги
- Галинский Б. В. / Черноморцы. — Издательство: Маяк, Одесса. 1969. — 176 с.: ил.